# KTM-23
KTM-23 (71-623) − czteroosiowy, jednokierunkowy, częściowo niskopodłogowy rosyjski wagon tramwajowy produkowany przez zakłady UKWZ od 2009. Obecnie (styczeń 2015) wyprodukowano 244 wagonów.

## Konstrukcja
Tramwaj KTM-23 mierzy 16.200 mm, posiada część niskopodłogową w środkowej części wagonu. Tramwaje posiadają czworo drzwi w tym dwoje w części niskopodłogowej, silniki asynchroniczne o mocy 50kW każdy oraz dwustopniową amortyzację.

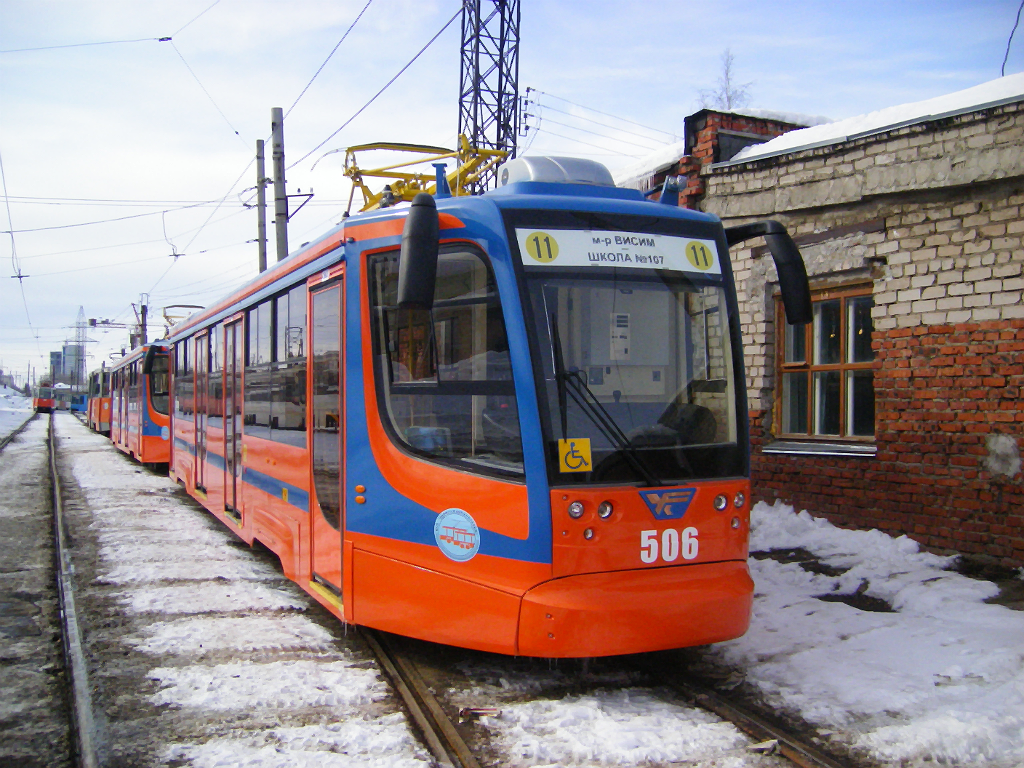
KTM-23-506 w Permie na terenie zajezdni Bałatowo
wagon KTM23 na wagonie kolejowym

## Eksploatacja
Dotychczas wyprodukowano 227 wagonów typu KTM-23:
| Państwo    | Miasto               | Rozstaw torów (mm) | Numery | Lata dostaw | Ilość | Uwagi                                                                                        |
| ---------- | -------------------- | ------------------ | --- | ----------- | ----- | -------------------------------------------------------------------------------------------- |
| Rosja      | Chabarowsk           | 1524               | 111, 112, 114−117, 119−125 | 2010−2015   | 13    |                                                                                              |
| Rosja      | Czelabińsk           | 1524               | 1205 | 2014        | 1     |                                                                                              |
| Łotwa      | Dyneburg             | 1524               | 001−008 | 2014        | 8     |                                                                                              |
| Ukraina    | Jenakijewe           | 1524               | 201−203 | 2012        | 3     |                                                                                              |
| Rosja      | Kołomna              | 1524               | 026−032 | 2010−2012   | 7     |                                                                                              |
| Rosja      | Krasnodar            | 1524               | 246-266 | 2010−2013   | 21    |                                                                                              |
| Ukraina    | Mikołajów            | 1524               | 1111 | 2011        | 1     |                                                                                              |
| Rosja      | Moskwa               | 1524               | 4601-4635, 5601-5632 | 2012−2013   | 67    |                                                                                              |
| Rosja      | Nabierieżnyje Czełny | 1524               | 0140-0154 | 2013−2015   | 15    |                                                                                              |
| Rosja      | Niżniekamsk          | 1524               | 133-136 | 2010−2013   | 4     |                                                                                              |
| Rosja      | Niżny Nowogród       | 1524               | 1101 | 2009        | 1     |                                                                                              |
| Rosja      | Nowosybirsk          | 1524               | 3121 | 2012        | 1     |                                                                                              |
| Kazachstan | Pawłodar             | 1524               | 147-153 | 2012−2015   | 7     |                                                                                              |
| Rosja      | Perm                 | 1524               | 502, 504, 506, 508, 510, 512, 514, 516, 518, 520, 522, 524, 526, 528, 530, 532, 534, 536, 538, 540, 542, 544, 546, 548, 550, 552, 554, 556, 558, 560, 562, 564, 566, 568, 570, 572, 574, 576, 578, 580, 582, 584, 586, 588, 590, 592 | 2009−2012   | 46    | 27.09.2011 na terenie zajezdni spłonął wagon o nr 528 po czym został wycofany z eksploatacji |
| Rosja      | Petersburg           | 1524               | 3701, 3702, 7501-7505, 7910-7919 | 2014−2015   | 16    | Wagony o nr 3701, 3702, 7910-7919 są dwukierunkowe                                           |
| Rosja      | Samara               | 1524               | 928, 938 | 2011−2015   | 2     |                                                                                              |
| Rosja      | Smoleńsk             | 1524               | 234−252 | 2010−2011   | 19    |                                                                                              |
| Rosja      | Stary Oskoł          | 1524               | 106, 107 | 2014        | 2     |                                                                                              |
| Rosja      | Taganrog             | 1524               | 357−361 | 2012        | 5     |                                                                                              |
| Rosja      | Ufa                  | 1524               | 1001, 1003, 1015, 1017, 1025 | 2009−2012   | 5     |                                                                                              |
|            |                      |                    | | Razem       | 244   |                                                                                              |